# Róża stulistna
Róża stulistna, centyfolia (Rosa × centifolia) – wyhodowany przez ogrodników mieszaniec kilku gatunków róż. Pojawił się we Francji pod koniec XVI w. W jego powstaniu wzięły udział gatunki: Rosa gallica, Rosa moschata, Rosa canina, Rosa damascena. Występuje wyłącznie w uprawie.

## Morfologia
Należy tu grupa odmian uprawnych o silnie pachnących kwiatach koloru różowego lub czerwonego. Nazywana jest stulistną z powodu mnogości płatków. Są to zwykle zwarte krzewy o kwiatach pełnych. Pod ciężarem tych pełnych kwiatów pędy tych róż przeginają się i zwisają, a niejednokrotnie nawet łamią się. Typowa forma ma jaskraworóżowe kwiaty, kultywary mają kwiaty w różnych odcieniach różowego koloru.

## Zastosowanie
- Róża stulistna jest uprawiana jako roślina ozdobna. Przez ogrodników zaliczana jest do III grupy odmian Centifolia.
- Używana w przemyśle kosmetycznym do produkcji olejku różanego[5] oraz w przemyśle spożywczym do wyrobu konfitur.

## Odmiany
- 'Petite de Hollande' (syn. 'Pompon de Dames') – niski, obficie kwitnący krzew o silnie pachnących różowych kwiatach
- 'Bullata' – kwiaty pachnące, różowe. Liście pomarszczone i czerwono nabiegłe za młodu